# هاوکر هاتسپور
هاوکر هاتسپور (به انگلیسی: Hawker Hotspur) یک هواپیمای ساختِ کارخانهٔ هاوکر سیدلی در کشور بریتانیا است. نخستین استفاده‌کنندهٔ این هواپیما نیروی هوایی سلطنتی بریتانیا بوده‌است. این هواپیما برای نخستین بار در ۱۴ ژوئن ۱۹۳۸ میلادی مورد استفاده قرار گرفت.